# Taichi Nakamura
Taichi Nakamura (中村 太一 Nakamura Taichi?, nacido el 5 de enero de 1993 en Shizuoka) es un futbolista japonés que juega como centrocampista.
En 2015, Nakamura se unió al ReinMeer Aomori.

## Trayectoria

### Clubes
| Club               | País  | Año         |
| ------------------ | ----- | ----------- |
| ReinMeer Aomori    | Japón | 2015 - 2017 |
| Vanraure Hachinohe | Japón | 2018 -      |

## Estadística de carrera

### J. League
| Club               | Año   | J. League | J. League | Copa J. League | Copa J. League | Total | Total |
| Club               | Año   | Part.     | Goles     | Part.          | Goles          | Part. | Goles |
| ------------------ | ----- | --------- | --------- | -------------- | -------------- | ----- | ----- |
| Vanraure Hachinohe | 2019  | 32        | 6         | -              | -              | 32    | 6     |
| Total              | Total | 32        | 6         | 0              | 0              | 32    | 6     |